# Bisdom Grand-Bassam
Het bisdom Grand-Bassam (Latijn: Dioecesis Bassam Maioris) is een rooms-katholiek bisdom met als zetel Grand-Bassam in het zuidoosten van Ivoorkust. Het is een suffragaan bisdom van het aartsbisdom Abidjan.
Grand-Bassam werd in 1982 samen met het bisdom Yopougon afgesplitst van het aartsbisdom Abidjan.
In 2019 telde het aartsbisdom 50 parochies. Het heeft een oppervlakte van 8.354 km² en telde in 2019 1.959.000 inwoners waarvan 22% rooms-katholiek was. 

## Bisschoppen
- Joseph Akichi (1982-1993)
- Paul Dacoury-Tabley (1994-2010)
- Raymond Ahoua, F.D.P. (2010-)